# Ryoichi Sasakawa

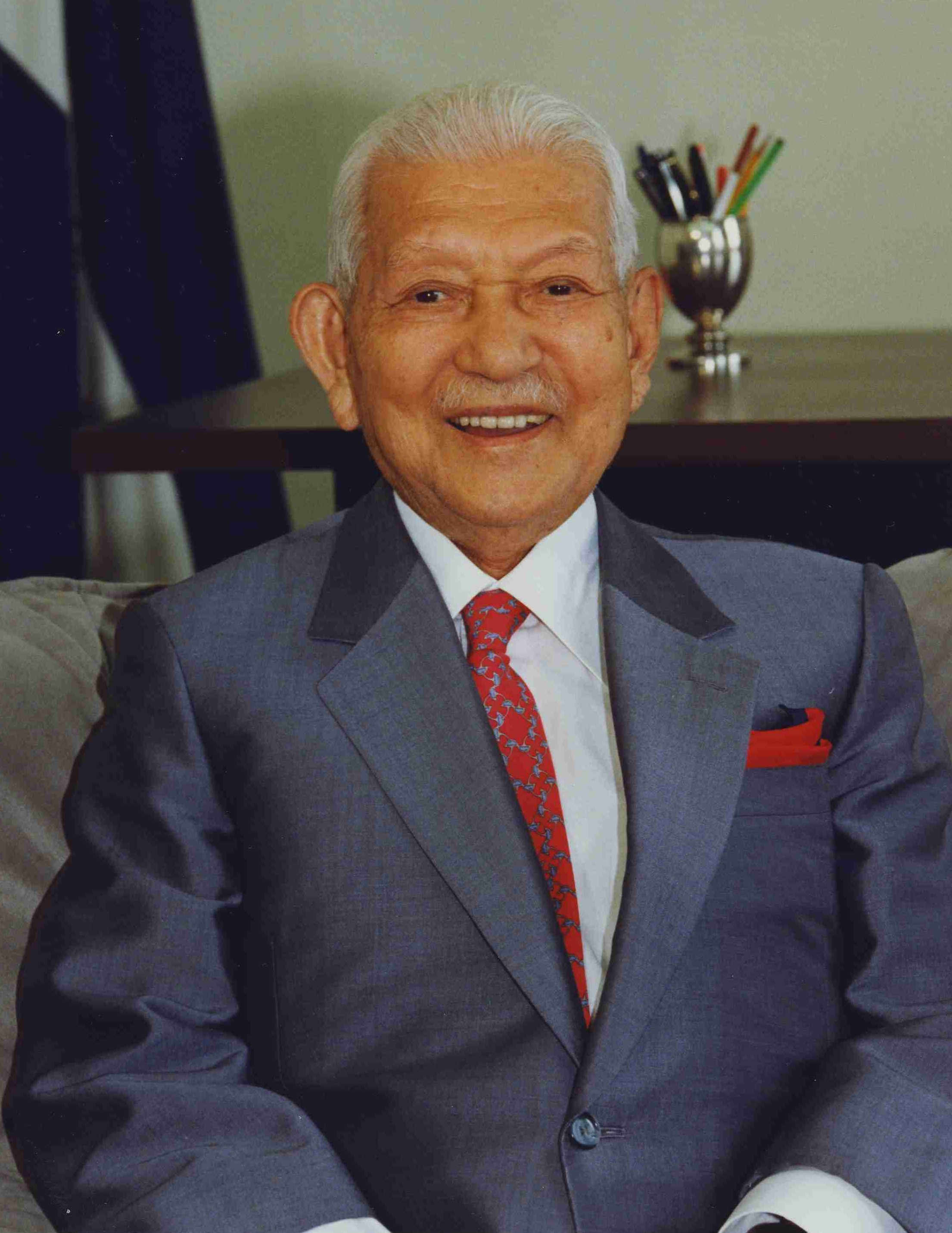
Ryoichi Sasakawa

Ryōichi Sasakawa (笹川良一 Sasakawa Ryōichi), född 18 maj 1899, död 14 juli 1995) var en japansk affärsman, politiker och filantrop. Före andra världskriget var han ledamot av Japans parlament som representant för det parti som han själv grundat, Patriotiska folkpartiet, en av det dåtida Japans många högergrupperingar.
Efter andra världskriget greps han, på eget initiativ, och hölls fängslad i Sugamo-fängelset, misstänkt för krigsförbrytelser enligt ”Class A”. Han frigavs efter tre år, utan vare sig rättegång eller dom.
Sasakawa återvände aldrig till partipolitiken. Han betraktade sig i första hand som patriot och av det skälet involverade han sig starkt i återuppbyggnaden av efterkrigstidens Japan. Ett sådant initiativ var inrättandet av en spelverksamhet som byggde på motorbåts-racing och vars överskott bland annat skulle användas till att finansiera återuppbyggnaden av den japanska varvsindustrin och sociala välfärdsprojekt. Denna del av överskottet har sedan dess förvaltats av Japan Shipbuilding Industry Foundation, numera Nippon Foundation, där Ryoichi Sasakawa blev ordförande.

## Nippon Foundation
Under Sasakawas ledning utvecklades Nippon Foundation till en av världens största filantropiska organisationer och bidragsgivare, bland annat som en stor donator till FN-program inom WHO och FAO. Medan Ryoichi Sasakawa i Afrika och många u-länder förknippas med filantropi och biståndsprogram har hans namn bland många intellektuella i väst under åren mötts med misstänksamhet och fientlighet, framför allt på grund av hans tidiga politiska aktiviteter, präglade av starka högersympatier och engagemang i spelverksamhet.
Nippon Foundation är en självständig stiftelse, som står under överinseende av det japanska transportministeriet. Ministeriet reglerar också den inkomstbringande spelverksamheten inom Japan Motorboat Racing, vilken huvudsakligen ägs av de kommuner inom vilka tävlingsbanorna finns.
Nippon Foundation har givit stöd till flera verksamheter i Norden. Däribland kan nämnas ett donationskapital till den självständiga stiftelsen Scandinavia-Japan Sasakawa Foundation, som främjar kulturellt utbyte mellan de Nordiska länderna och Japan, en donation till Uppsala universitet för ekonomiskt stöd till särskilt framstående unga forskare inom samhällsvetenskaperna, bland annat fredsforskning, samt stöd till utbyte rörande urologi och äldreomsorg. Nippon Foundation är tillsammans med Sida och andra länders biståndsmyndigheter en av de största finansiärerna av den enda FN-institution som finns i Sverige, World Maritime University i Malmö, för utbildning med anknytning till sjöfart främst för elever från u-länder.